# Chiesa di Santa Maria Maggiore (Gazzo Veronese)
La chiesa  di Santa Maria Maggiore, nei pressi del fiume Tartaro, è la chiesa parrocchiale di Gazzo Veronese, in provincia e diocesi di Verona; fa parte del vicariato Isola della Scala-Nogara, precisamente dell'Unità Pastorale Santa Teresa di Calcutta (Nogara). 

## Storia

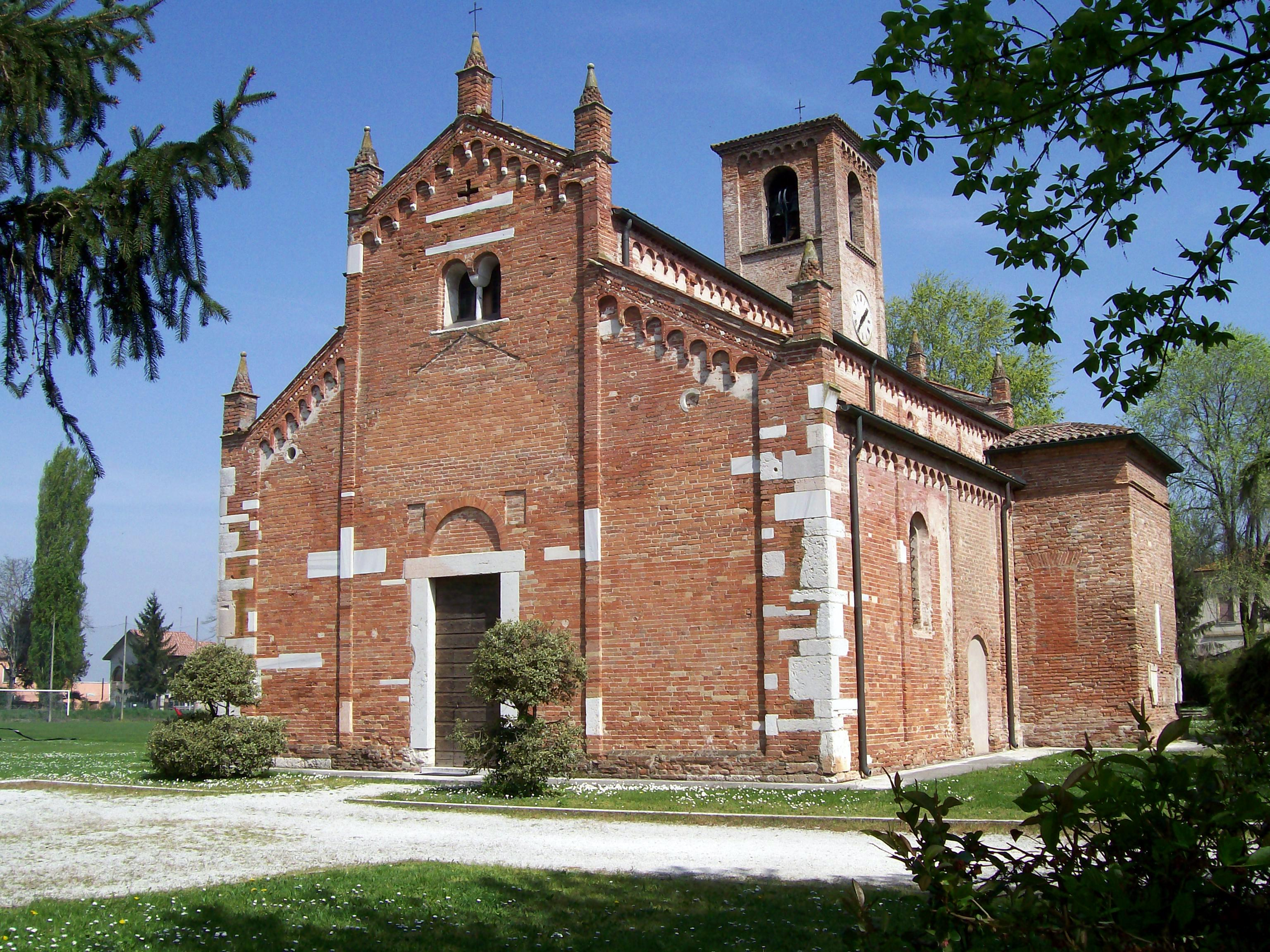
Facciata e parte del lato meridionale.

La chiesa parrocchiale di Gazzo ha origini antichissime vista la presenza in zona di un monastero benedettino già nell’VIII secolo, come dimostrano i privilegi concessi dal re longobardo Liutprando e dal nipote Ildeprando, poi confermati dai successivi sovrani.

La fondazione del monastero in loco è probabilmente collegata sia alla presenza della strada consolare romana Claudia Augusta sia al vicino fiume Tartaro, entrambi colleganti Gazzo a Ostiglia e al fiume Po.
Il monastero locale era dipendente da quello di Santa Maria in Organo in Verona e, di conseguenza, dal Patriarca di Aquileia. Questo spiega perché nelle reliquie ricordate su un’epigrafe, oggi sulla parete esterna della chiesa, risultano presenti alcuni santi legati alla realtà ecclesiale aquileiana.

Il legame tra il monastero cittadino e quello di Gazzo è testimoniato da quanto avvenne nell’846, quando l’abate di Santa Maria in Organo, Odiberto, contribuì, come riportato in un’epigrafe, a rinnovare l’altare maggiore e, forse, anche al resto dell’edificio, di cui oggi rimane il pavimento musivo rinvenuto quaranta centimetri sotto la quota attuale durante i restauri del 1938.
La chiesa di Santa Maria fu ricostruita nel X secolo in seguito all’invasione degli Ungari nell’899 e nuovamente riedificata nel XII secolo, forse a causa dei danni cagionati dal terremoto del 1117.

Se l'edificio del IX secolo era più ampio del precedente, va detto che quello seguente al sisma, costruito secondo i dettami dell’architettura romanica veronese, non si allontana molto da quello odierno.
Nel 1225 la chiesa fu consacrata dall’abate di San Zeno in Verona, Alberico, per conto del Patriarca di Aquileia.
Nel tempo non mancarono i contrasti fra il monastero di Santa Maria in Organo e la comunità di Gazzo, desiderosa, come tante altre, di ottenere una certa autonomia.
Un anno importante fu il 1282, quando i beni, tra cui il castello, e i diritti del monastero di Santa Maria in Organo furono concessi in feudo ad Alberto della Scala. Questi saranno riconfermati ai suoi discendenti.
Nel Quattrocento, per costruire il campanile fu praticamente inglobata l’abside della navata destra, portando, per motivi di simmetria, a demolire anche quella della navata sinistra.
Con il passaggio di Gazzo alla Repubblica di Venezia, tutti i beni degli Scaligeri passarono prima ad un certo Antonio Capodiferro e poi, dal 1428, alla famiglia Giusti, che, nel 1502, divennero Conti di Gazzo. Ad essi passò anche il giuspatronato su Santa Maria Maggiore, come si comprende dalle visite pastorali di quel tempo.

Fu proprio la famiglia Giusti a promuovere, nel Settecento, la costruzione delle due cappelle laterali, probabilmente per dare maggiore risalto ai due altari laterali già esistenti, dedicati a San Francesco d’Assisi e alla Madonna del Rosario.
Nel XX secolo, esattamente tra il 1938 e il 1940, la chiesa fu restaurata secondo le indicazioni del Marchese Alessandro Da Lisca. Egli fece ricostruire le absidi settentrionale e meridionale e riparare la bifora in facciata, mentre la ricostruzione del protiro pensile (le tracce sono ben visibili in facciata non fu poi compiuta.
Al 2008 risale l’intervento di manutenzione a parte della copertura della chiesa, quella settentrionale.

## Descrizione

### Esterno

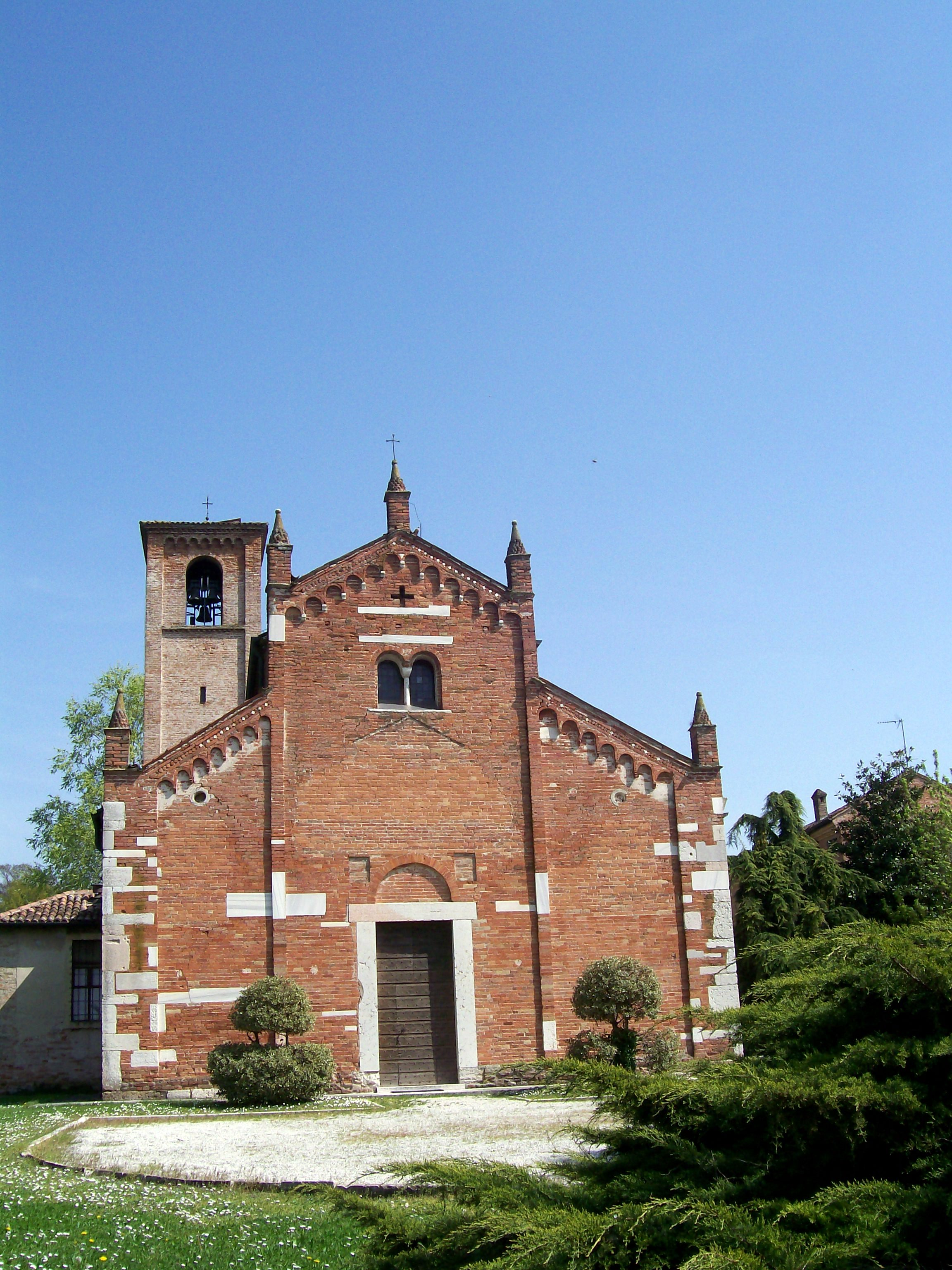
La facciata presenta i segni evidenti del protiro pensile, oggi mancante.

La facciata a salienti, rivolta ad ovest, è stata costruita con mattoni in cotto.

Al centro vi è il portale rettangolare, in marmo bianco, che in origine era protetto da un protiro pensile, elemento tipico del romanico veronese, come si intuisce alla vista.

In asse col portale, in alto, vi sono una bifora con capitello a stampella e, ancora più sopra, una finestrella a croce, entrambe ripristinate con i lavori del 1938, quando furono tamponate anche le due aperture create nel Rinascimento per introdurre la luce naturale nelle navate minori.

I profili degli spioventi presentano una cornice ad archetti pensili, mentre sui vertici laterali e su quello sommitale vi sono cinque pinnacoli in muratura che terminano a pigna.
Tutti i prospetti esterni sono in mattoni a vista con lesene sempre in mattoni, che si uniscono al coronamento sommitale che, come in facciata, è costituito dagli archetti pensili.
monofore trilobate illuminano le navate laterali al posto delle aperture romaniche originarie, mentre strette finestre strombate sono presenti nella parte alta della navata centrale.
Sono presenti sia nella parete settentrionale sia in quella meridionale delle parti di intonaco decorate ad affresco, aperture antiche murate ed elementi lapidei romani inglobati nel paramento murario.

Sul lato destro sono collocati alcuni frammenti lapidei romani ritrovati e un resto di pluteo, forse proveniente dalla chiesa precedente.
L’ingresso laterale è sormontato da un piccolo protiro, mentre sulla parete nord ve n’è uno pensile con nicchia affrescata.
Anche la parete orientale presenta l’abside centrale e quella meridionale con lesene e cornice ad archetti pensili. Se la prima presenta tre strette monofore strombate (di cui due aperte e due ripristinate, vista l’apertura di grandi monofore in passato), la seconda ne ha una centrale.

### Interno
La chiesa ha una pianta basilica a tre navate, separate tra loro da due file di quattro archi sostenuti da colonne e pilastri in mattoni, con capitelli a cubo scantonati, e ciascuna chiusa da un’abside emergente a base semicircolare, di cui quella settentrionale è all’interno della struttura della torre campanaria.

Il ritmo delle arcate risulta diverso nella zona presbiteriale, dove sono presenti due grandi archi ribassati. Per Wart Arslan era un’anomalia difficile da comprendere, mentre per Angiola Maria Romanini e Francesca d’Arcais potrebbe essere qualcosa di proveniente dalla vicina area lombarda. Bresciani ritiene che questi due archi siano in realtà del XVI secolo, creati allo scopo di ampliare il presbiterio riducendo i muri che delimitavano le absidi.
Le pareti sono con mattoni a vista, mostrando così le varie fasi edilizie, mentre sono presenti parti di decorazione ad affresco.
La copertura dell’aula è a capriate lignee per la navata centrale, mentre nelle laterali vi è un unico spiovente.
La pavimentazione delle navate è in lastre rettangolari di nembro rosato. Nella navata centrale vi sono alcune lastre di vetro attraverso le quali sono visibili parti del pavimento a mosaico della chiesa precedente, 30-40 centimetri più basso dell’attuale. Gli studiosi si sono divisi sulla datazione: chi, come Paolo Lino Zovatto, lo attribuisce all’VIII secolo, rilevando affinità con la produzione di Aquileia e Grado; altri lo ritengono del IX secolo, accostandolo ai mosaici veneziani.

Sul pavimento antico sono raffigurati girali di vite con grappoli d’uva, intrecci di nastri, quattro piccole palme, il motivo dell’onda sommersa e grandi fiori a sei petali.
Lungo la parete destra vi è la cappella con l’altare dedicato alla Beata Vergine Maria. Sul lato opposto un’apertura permette di accedere alla sacrestia.
Nel XVI secolo fu eseguita la tomba dei Giusti, l'acquasantiera e la balaustra in marmo greco che delimita la cappella a nord.
Il presbiterio, su basamento rialzato che si estende fino all’abside centrale e che riguarda anche l’abside meridionale, pavimentato come le navate, occupa l’ultima campata della navata principale.

Nel 1975, in seguito alla riforma liturgica del Concilio Vaticano II, è stato effettuato un intervento di adeguamento liturgico, con la realizzazione del basamento già citato e il posizionamento di un altare verso il popolo, con struttura in ferro in cui è incastonato un pluteo in marmo bianco del VII secolo con scolpiti elementi vegetali.

Vennero anche collocati la sede, l’ambone, che contiene un frammento di pilastro del VII secolo in marmo bianco e il tabernacolo su colonnina in pietra, quest’ultimo nell’abside minore meridionale.

Nell’abside minore settentrionale è stato posizionato l’antico fonte battesimale in marmo rosso di Verona all’interno di una vasca a base rettangolare.
Nell'abside maggiore sono dipinti santi con vesti rosse, in quella settentrionale vi sono altre pitture. È presente una Crocifissione lignea.

#### Un sistema per l'acqua purificale
All'interno della chiesa, a destra dell'ingresso laterale sul lato destro sono posti due dadi in marmo forati, strutturati in modo che potessero essere colegati tra loro a formare con altri un condotto.

Entrambi portano incisa un'iscrizione che, se unite e tradotte in italiano, dicono:
«Ecco, sollevate quello che vedete: scendendo pulisce. Con un intervento vuoto come una canna sostiene una colonna il peso [...] versa in essa l'acqua dello stillicidio. La chiesa purifica tutto».
Fu ritrovato anche un terzo dado, ma le tracce epigrafiche sono scarsissime.
Il condotto, se l'interpretazione è corretta, raccoglieva l'acqua piovana dal tetto e la versava in una vasca, probabilmente all'ingresso del luogo di culto o in un atrio/nartece, ad uso purificatorio per i fedeli.
Datato all'VIII secolo, risale dunque al primo edificio sacro costruito in questo luogo.

## Campanile e campane

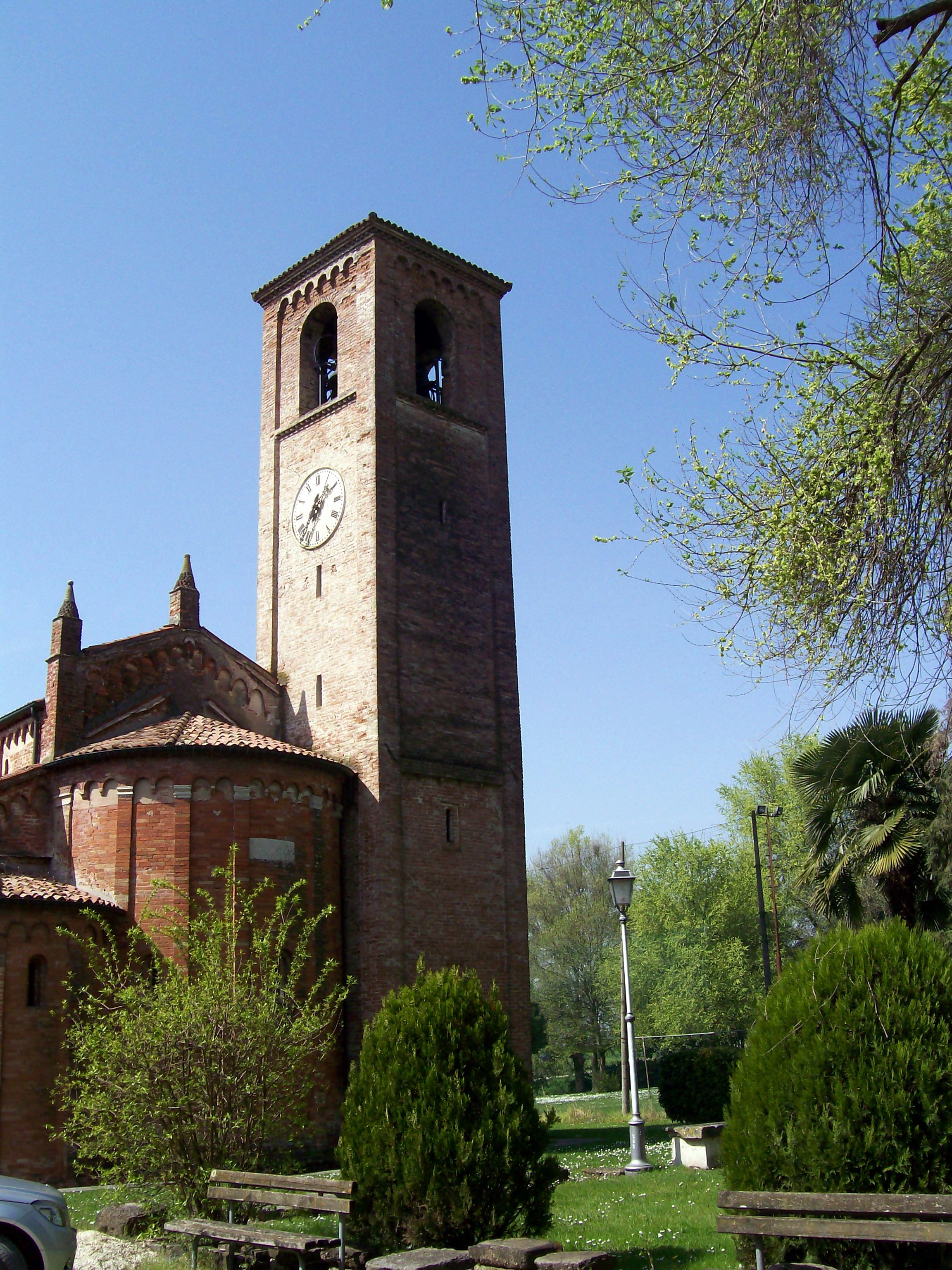
Il campanile.

Il campanile, risalente al XV secolo, ha comportato a suo tempo la distruzione dell’abside minore settentrionale, ripristinata con i lavori del 1938.

Adiacente anche all’abside centrale, a base quadrata, presenta un fusto con mattoni a vista.

La cella campanaria presenta una monofora per lato, decorata in alto con una cornice ad archetti pensili che si interrompono agli angoli.br/>
La copertura è a quattro falde in coppi di laterizio, su cui svetta una Croce metallica.
Il concerto campanario presente oggi sulla torre è composto da 5 campane in LAb3, montate veronese e suonabili manualmente dall’abside settentrionale.

Questi i dati del concerto:
1 – LAb3 – diametro 826 mm - peso 313 kg - fusa nel 1925 da Cavadini di Verona.
2 – SIb3 – diametro 742 mm - peso 217 kg - fusa nel 1852 da Cavadini di Verona.
3 – DO4 – diametro 654 mm – peso 155 kg - fusa nel 1881 da Cavadini di Verona.
4 – REb4 – diametro 612 mm – peso 129 kg - fusa nel 1925 da Cavadini di Verona.
5 – MIb4 – diametro 545 mm – peso 92 kg – fusa nel 1925 da Cavadini di Verona.